# Interstate 40
Die Interstate 40 (kurz I-40) ist ein US-amerikanischer Interstate Highway, der auf einer Länge von 4110 km (2554 mi) eine der zentralen Ost-West Hauptstrecken bildet und fast vollständig von Küste zu Küste führt, wobei insgesamt acht Bundesstaaten durchquert werden. Im Interstate Highway-System ist die I-40 die drittlängste Fernstraße hinter der I-90 und I-80. Die Strecke beginnt kurz hinter dem Großraum Los Angeles an der Interstate 15 nahe Barstow in Kalifornien und endet im Osten am U.S. Highway 117 in Wilmington im Bundesstaat North Carolina. Der westliche Streckenteil zwischen Oklahoma City und Barstow verläuft dabei grob entlang der ehemaligen Route 66.
Die wichtigsten Städte, die durch die I-40 erschlossen werden, sind Albuquerque, Oklahoma City, Little Rock, Memphis, Nashville, Knoxville, Greensboro, Raleigh und Wilmington.

## Streckenverlauf
Anders als die südliche Parallelstrecke I-10, beginnt die I-40 nicht direkt in Los Angeles, sondern außerhalb des Ballungsraums in der kalifornischen Wüstenstadt Barstow als Abzweigung von der Nord-Süd-Achse I-15. Aufgrund dessen kommt Barstow eine hohe Bedeutung als Verkehrsknotenpunkt in Südkalifornien zuteil. Die California State Route 58 dient hier als natürliche inoffizielle Verlängerung der I-40 nach Bakersfield und ins Central Valley. Pläne, diesen Streckenabschnitt, als Interstate zu designieren, wurden bisher aber nicht verwirklicht. Während die I-15 von Barstow aus in Richtung Las Vegas, Utah und schließlich zur kanadischen Grenze führt, verläuft die I-40 in östlicher Richtung durch die dünn besiedelte Mojave-Wüste in Richtung Arizona und folgt dabei grob dem Verlauf der historischen Route 66. Die einzige nennenswerte Gemeinde auf diesem Abschnitt ist der Grenzort Needles am Ufer des Colorado River.
Die I-40 überquert den Colorado River zusammen mit der parallel verlaufenden Eisenbahnstrecke bei der Ortschaft Topock und umkurvt anschließend die Black Mountains und Hualapai Mountains, wo sie die Stadt Kingman erreicht. Der Höhenunterschied von 900 Metern zwischen Needles und Kingman verdeutlicht den starken Anstieg von der Wüste ins Hochland von Arizona. Während die I-10 in Arizona den dicht besiedelten Süden erschließt, führt die I-40 durch den dünner besiedelten Norden und die Transition Zone zwischen der Basin and Range Province und dem Colorado-Plateau. Hier liegt mit Flagstaff die einzige größere Stadt. Die I-17 zweigt hier von der I-40 ab und dient als Verbindung zur Hauptstadt Phoenix. Weiter östlich auf dem Colorado-Plateau verläuft die I-40 entlang des Little Colorado Rivers mit den Städten Winslow und Holbrook und führt weiter in nordöstlicher Richtung entlang des Defiance Plateaus zur Grenze zu New Mexico.
In New Mexico erreicht die I-40 die von Tafelbergen, und Canyons umgebene Bergbaustadt Gallup, und führt anschließend im Tal zwischen den Zuni Mountains und San Mateo Mountains ins Zentrum des Bundesstaates, wo sie auf die größte Stadt Albuquerque am Rio Grande trifft. Hier kreuzt die I-40 die nächste bedeutende Nord-Süd-Achse I-25. Direkt östlich der Stadt durchquert die I-40 die Sandia Mountains durch den Tijeras Canyon, führt durch den Norden des Estancia Basins und betritt anschließend die Übergangszone hin zur Great Plains Region und dem Llano Estacado. Bei der Stadt Santa Rosa überquert sie den Pecos River, die letzte größere Ortschaft in New Mexico ist Tucumcari.
Östlich von New Mexico durchquert die I-40 nun den Texas Panhandle, den äußersten Norden des größten Flächenstaates der 48 zusammenhängenden Bundesstaaten, und erreicht hier mit Amarillo die nächste Großstadt. Hier zweigt die I-27 als Verbindung zum südlich gelegenen Lubbock ab. Während der US-Highway 287 in südöstlicher Richtung ins Zentrum von Texas führt, verläuft die I-40 weiter geradewegs in Richtung Osten durch den landwirtschaftlich geprägten Norden von Texas zur Grenze mit Oklahoma.
In Oklahoma führt die I-40 südlich des Black Kettle National Grassland entlang der Städte Elk City, Clinton und Weatherford zur Hauptstadt Oklahoma City. Hier wird sie von mehreren Autobahnen gekreuzt, der I-344 Ringautobahn, dem Zubringer I-235 und den wichtigen Nord-Süd-Achsen I-35 und I-44. Östlich des Stadtzentrums knickt die I-40 nach Südosten ab, nimmt, die von Südwesten kommende I-240, sowie die von Norden kommende I-335 auf und verläuft weiter nach Osten durch den etwas dünner besiedelten Teil Oklahomas, bis zur Grenze zu Arkansas.
In Arkansas verläuft die I-40 nördlich der Stadt Fort Smith und des Arkansas Rivers durch die kleinere Stadt Van Buren. Anschließend folgt sie dem Arkansas River flussabwärts in Richtung Südosten entlang der Städte Russelville und Conway, bis sie die Hauptstadt Little Rock im Zentrum des Bundesstaates erreicht. Hier zweigt zunächst die I-430 ab, bevor die aus dem Stadtzentrum kommende I-30 in der I-40 mündet. Die I-30 ist eine wichtige Verbindung mit Dallas/Fort Worth in Texas. Gleich dahinter beginnt die I-57, die den Nordosten Arkansas anbindet und als letztes kreuzt der Zubringer I-440. Hinter Little Rock verlässt die I-40 den Flusslauf des Arkansas River und führt in östlicher Richtung in die flache und breite Lower Mississippi Delta Region, die den gesamten Osten Arkansas ausmacht, und steuert auf Memphis, Tennessee zu. Kurz vor der Überquerung des Mississippi Rivers trifft die I-40 auf die Nord-Süd-Achse I-55 und teilt sich einen kurzen Abschnitt mit dieser durch die Stadt West Memphis, bevor sie sich wieder aufteilen und getrennt den Grenzfluss zu Tennessee überqueren.
In Memphis führt die I-40 direkt durch das Stadtzentrum und nimmt die I-69 auf, bevor sie entlang des Wolf Rivers die nördlichen und östlichen Stadtbezirke erschließt. Zusammen mit der I-240 bildet sie so einen Teil des Autobahnringes der Stadt. An der Kreuzung mit jener I-240 verlässt die I-40 Memphis in Richtung Nordosten und kreuzt wenig später den äußeren Autobahnring I-269. Der Streckenabschnitt durch Tennessee ist der längste der I-40. Sie bildet die wichtigste Verkehrsachse des Bundesstaates. Hinter Memphis erreicht die Strecke die Stadt Jackson. Anschließend erreicht sie die Highland Rim Region, wo sie den Tennessee River überquert. Östlich der Stadt Dickson zweigt die I-840 ab, um die dicht besiedelten Bereiche des Central Basins südlich von Nashville zu erschließen. Die I-40 führt weiter östlich direkt ins Stadtzentrum von Nashville und kreuzt hier die Autobahnen I-440, I-65 und I-24. Östlich des Stadtzentrums bindet sie auch den Flughafen von Nashville an. Hinter den Stadtgrenzen durchquert die I-40 die Vorstädte Mt. Juliet und Lebanon, wo die I-840 ihr östliches Ende findet. Nun durchquert die I-40 die Upper Cumberland Region mit der Stadt Cookeville, und das eigentliche Cumberland Plateau mit der Stadt Crossville im Zentrum, bevor sie das Great Appalachian Valley erreicht. Hier liegt mit Knoxville die drittgrößte Stadt Tennessees, dessen Stadtzentrum ebenfalls von der I-40 durchquert wird. Im Ballungsraum Knoxville kreuzen die I-75, I-140, I-640, I-275 und diverse US-Highways und State Highways die I-40. Östlich der Stadt überquert die Strecke erneut den Tennessee River und führt weiter durch das breite Tal, bis die I-81 abzweigt und ab hier die Hauptautobahn der Appalachen-Region bildet. Die I-40 selbst beginnt ab hier ihren Weg durch die Appalachen bzw. dessen Untergebirge Great Smoky Mountains, die die Grenzregion zu North Carolina bilden. Hierfür folgt sie dem Pigeon River durch ein enges Tal mit zahlreichen engen Kurven.
Auf dem Gebiet North Carolinas erreicht die Strecke nach dem Verlassen des Pigeon River Valleys den Großraum Asheville, die größte Stadt am östlichen Fuß der Berge. Hier kreuzt sie die Autobahnen I-26 und I-240 und umgeht dabei das eigentliche Stadtzentrum. Weiter östlich erreicht die I-40 bei den Städten Morganton und Hickory die dicht besiedelte Piedmont Region als Übergang von den Appalachen zur Atlantischen Küstenebene. Die I-40 bedient hier die großen zusammenhängenden Ballungsräume des Nordens von North Carolina und umgeht das südlich gelegene Charlotte. Östlich von Hickory kreuzt die I-77 bei Statesville. Anschließend verläuft die Strecke weiter in nordöstlicher Richtung und erreicht die Piedmont Triad Region, die aus den Städten Winston-Salem, Greensboro und High Point besteht. In Winston-Salem umgeht die I-40 das Stadtzentrum weiter südlich, während der parallel verlaufende US-Highway 421 diese Aufgabe übernimmt und indirekt auch den nördlichen Anschluss an die I-74 bedient. Die I-40 bindet derweil den südlichen Anschluss der I-74 an und bildet eine Kreuzung mit der I-285 als Zubringer zur I-85 und dem US Highway 52, der ebenfalls das Stadtzentrum bedient. Die Stadt High Point wird vom I-40 umgangen. Stattdessen führt sie geradewegs weiter ins östlicher gelegene Greensboro. Vor den Toren der Stadt umschließt die I-40 zusammen mit der Ringautobahn I-840 und der I-73 den Flughafen der Piedmont Triad Region. Auch hier führt die I-40 nicht direkt durch das Stadtzentrum, sondern südlich daran vorbei und verläuft parallel zum US-Highway 70, der nördlich das Stadtzentrum erschließt. Am östlichen Stadtrand endet der Autobahnring I-840, und von Süden kommend schließt sich die wichtige Nord-Süd-Achse I-85 von Charlotte und High Point kommend an, um sich mit der I-40 den Streckenverlauf auf den nächsten 50 Kilometern zu teilen. Auf diesem Abschnitt wird die Stadt Graham durchquert. Kurz vor dem nächsten großen Ballungsraum, dem Research Triangle, teilen sich I-40 und I-85 wieder auf. Während die I-85 die Stadt Durham bedient und anschließend weiter in Richtung Nordosten verläuft, umgeht die I-40 Durham großzügig, um stattdessen die größte Stadt des Ballungsraums und Hauptstadt von North Carolina Raleigh zu durchqueren. Hier bildet sie zusammen mit der I-440 den inneren Autobahnring um die Innenstadt und kreuzt im Stadtgebiet außerdem mit der I-885, der I-42 und dem äußeren Autobahnring I-540, sowie den US-Highways 1, 64, 70 und 401. Ab Raleigh verläuft die I-40 auf ihrem finalen Abschnitt in südsüdöstlicher Richtung. Nahe der Ortschaft Benson kreuzt sie mit der wichtigen Nord-Süd Autobahn I-95 und steuert anschließend auf die Atlantikküste zu, um die Hafenstadt Wilmington anzuschließen. Vor den Toren der Stadt kreuzt sie die Ringautobahn I-140 und endet kurz darauf an der Vereinigung mit dem US-Highway 117, der weiter zu den Hafenanlagen führt.

## Wichtige Städte
- Barstow (Kalifornien)
- Needles (Kalifornien)
- Kingman (Arizona)
- Flagstaff (Arizona)
- Gallup (New Mexico)
- Albuquerque (New Mexico)
- Santa Rosa (New Mexico)
- Tucumcari (New Mexico)
- Amarillo (Texas)
- Oklahoma City (Oklahoma)
- Fort Smith (Arkansas)
- Little Rock (Arkansas)
- Memphis (Tennessee)
- Nashville (Tennessee)
- Knoxville (Tennessee)
- Asheville (North Carolina)
- Hickory (North Carolina)
- Statesville (North Carolina)
- Winston-Salem (North Carolina)
- Greensboro (North Carolina)
- Durham (North Carolina)
- Raleigh (North Carolina)
- Benson (North Carolina)
- Wilmington (North Carolina)

## Allgemeines zum I-40

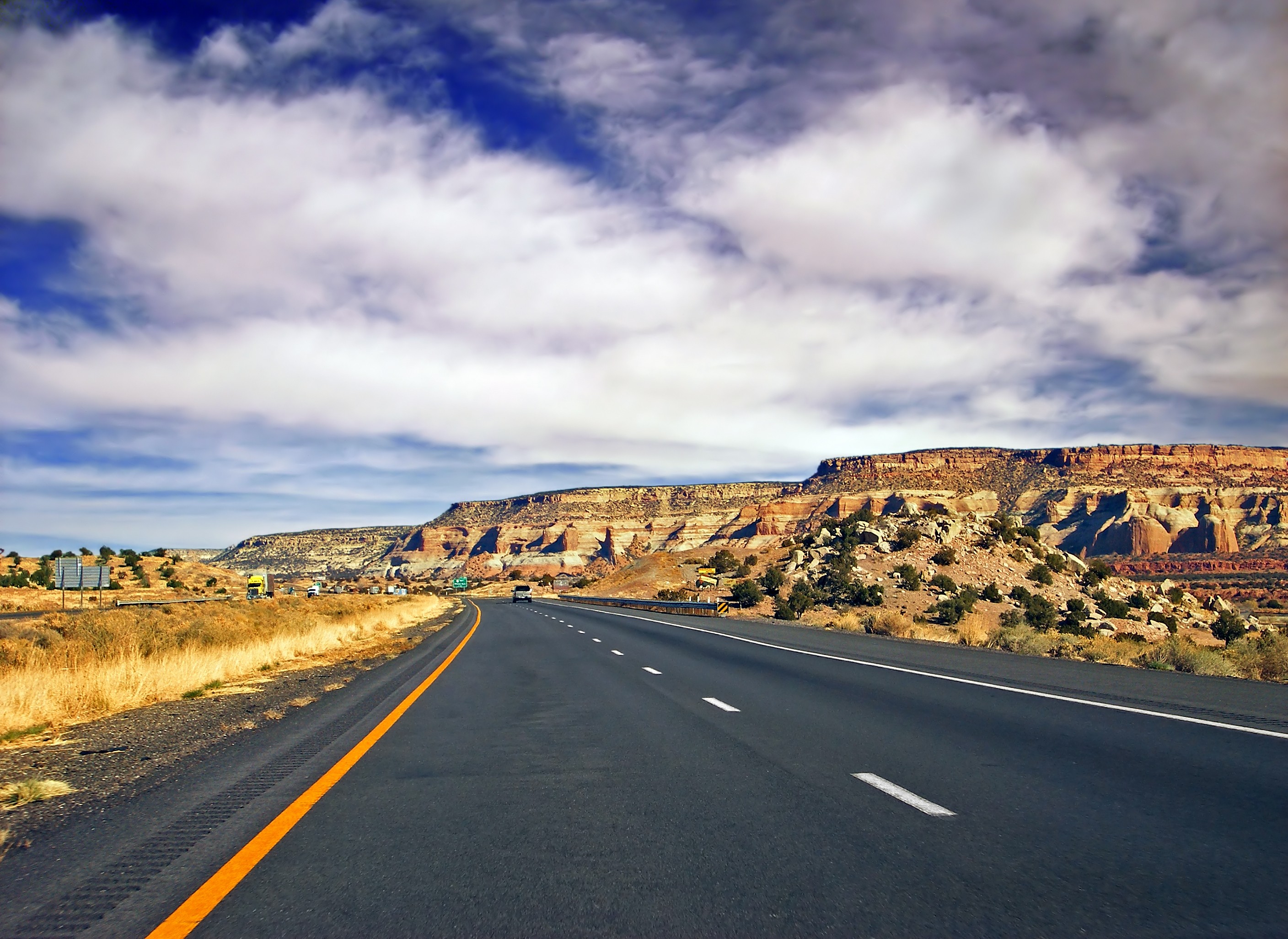
Die I-40 in Arizona an der Grenze nach New Mexico.

- Am 26. Mai 2002 kam es auf der Interstate 40 zu einer Katastrophe, als ein Lastkahn mit einem Brückenpfeiler in der Nähe der Stadt Webbers Falls in Oklahoma kollidierte und ein 500-Fuß (152,4 Meter) langer Brückenabschnitt im Arkansas River versank, wobei 14 Menschen starben.[1]
- An jedem Ende der Interstate 40 ist ein Schild, das die Entfernung zum anderen Ende angibt.
- In Memphis war ursprünglich geplant, dass die Interstate 40 durch den Overton Park der Stadt zur Innenstadt führen sollte, um somit die Nordschleife zu entlasten. Mehrere Meilen wurden innerhalb der Interstate-240-Schleife gebaut. Diese gingen aber nie als I-40 in Betrieb. Nach einem Gerichtsbeschluss und 20 Jahre nach Baubeginn wurde die Strecke aufgegeben und der nördliche Teil der Interstate-240-Schleife wieder zur Interstate 40 erklärt.
- Die kalifornische Regierung legte 1956 und 1968 ein Programm zur Verlängerung der I-40 vor, indem die California State Route 58 zwischen Barstow und Bakersfield ausgebaut werden sollte. Dies wurde jedoch beide Male abgelehnt. Später wurde dieser Teil der SR 58 zum U.S. Highway 466 hochgestuft.
- In North Carolina haben die I-40 und die I-85 zwischen Greensboro und Hillsborough eine gemeinsame Trasse.
- Eine Besonderheit der Interstate 40 ist, dass sie westlich des Ortes Adrian in Texas auf einer Strecke von etwa 25 km kein Freeway ist. In diesem Abschnitt gibt es mehrere plangleiche Kreuzungen mit lokalen Farmroads.

## Zubringer und Umgehungen
- Interstate 140 bei Farragut
- Interstate 140 bei Wilmington
- Interstate 240 bei Asheville
- Interstate 240 bei Memphis
- Interstate 240 bei Oklahoma City
- Interstate 440 bei Little Rock
- Interstate 440 bei Nashville
- Interstate 440 bei Raleigh
- Interstate 540 zwischen Fort Smith und Bentonville; als Teil für Interstate 49 geplant
- Interstate 540 bei Raleigh, vielleicht später als Interstate 640, wenn die nördliche Schleife bei Garner fertiggestellt ist
- Interstate 640 bei Knoxville
- Interstate 840 bei Greensboro